# 하츠카와 미나미
하츠카와 미나미(일본어: 初川みなみ, 1995년 1월 19일 ~ )는 일본의 성인 비디오 여배우다. 2014년 MOODYZ와 전속 계약을 맺고 데뷔했다. 2015년 DMM성인상에서 최우수 신인여우상 후보로 선정되었으며, 데뷔작이 대여부문에서 작품상을 수상했다.

## 같이 보기
- DMM성인상
- MOODYZ
- 성인 비디오 / 배우